# Hochwanner
Avec 2 744 mètres d'altitude, le Hochwanner est le second sommet le plus élevé d'Allemagne après la Zugspitze, si on considère que le Schneefernerkopf, qui est plus élevé, n'est qu'un sommet annexe de la Zugspitze. Il est situé sur la frontière avec l'Autriche (Land du Tyrol).
C'est le plus haut sommet du chaînon principal du Wetterstein, qui s'étend du Gatterl à l'Oberen Wettersteinspitze en passant par Mittenwald.
Le Hochwanner est resté une montagne relativement méconnue, malgré son altitude et sa spectaculaire paroi nord, haute de 1 400 mètres (une des plus hautes parois rocheuses des Préalpes orientales septentrionales).
C'est par erreur que le Watzmann, en réalité moins élevé, était désigné comme la seconde montagne la plus haute d'Allemagne.